# Bazylika św. Jana na Lateranie
Bazylika św. Jana na Lateranie, jej pełna nazwa to: Papieska Arcybazylika Najświętszego Zbawiciela, św. Jana Chrzciciela i św. Jana Ewangelisty na Lateranie. Matka i Głowa Wszystkich Kościołów Miasta i Świata (wł. Arcibasilica Papale del SS.mo Salvatore e dei Santi Giovanni Battista ed Evangelista al Laterano; łac.  Archibasilica Sanctissimi Salvatoris et Sanctorum Iohannes Baptista et Evangelista in Laterano. Omnium Ecclesiarum Urbi et Orbi Mater et Caput) – katedra biskupa Rzymu, należy do czterech bazylik większych, jedna z bazylik papieskich (dawniej patriarchalnych).
Bazylika była częścią rezydencji kolejnych papieży od roku 313. Po przeniesieniu siedziby przez Benedykta XI do Perugii, a następnie (podczas pontyfikatu Klemensa V) do Awinionu, Lateran został spalony (1308) i ograbiony. Dlatego papież Grzegorz XI, wracając z Awinionu, przeniósł siedzibę na Watykan.

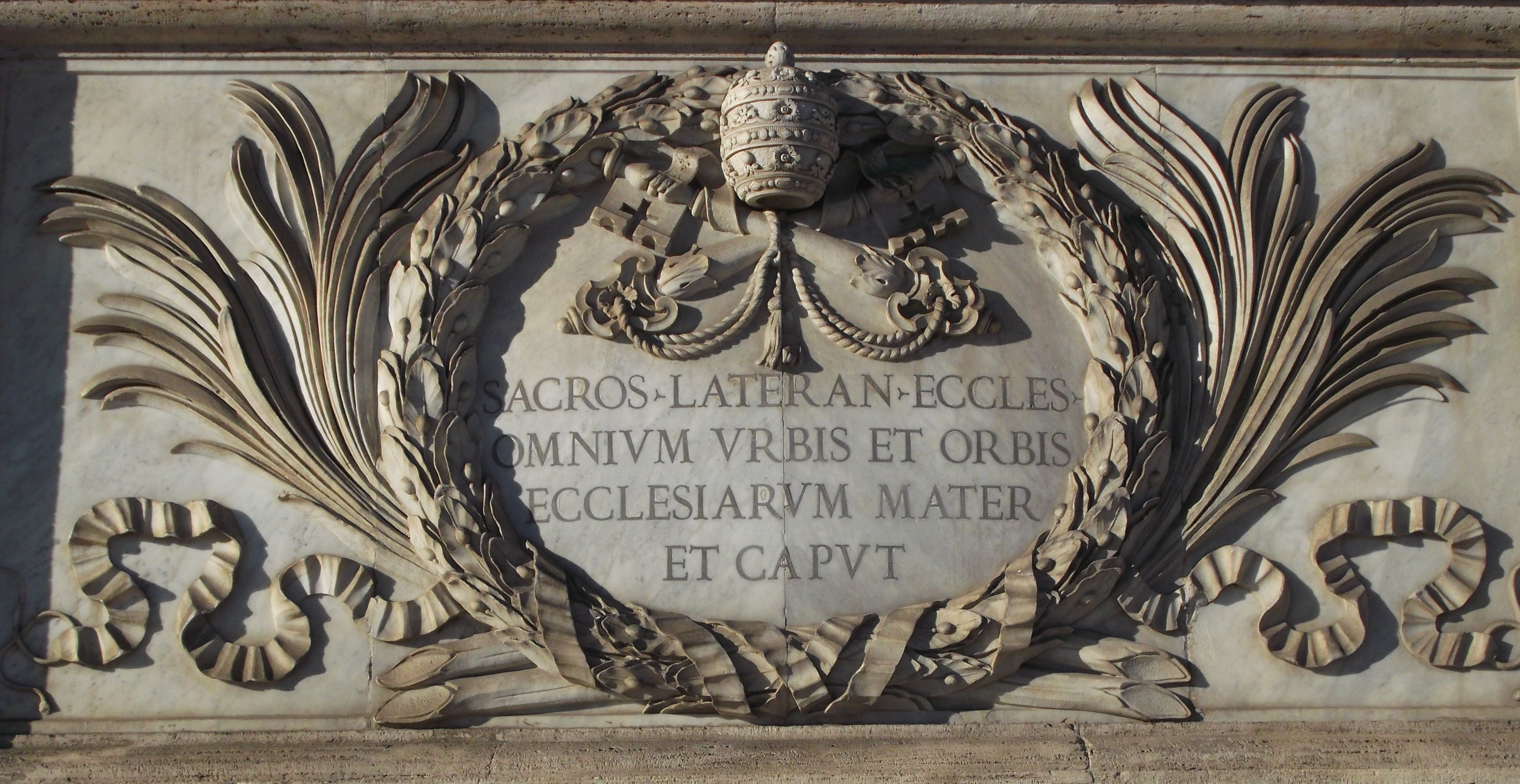
Detal fasady

## Historia
- początek IV wieku – koszary gwardii cesarza Maksencjusza
- 313 – cesarz Konstantyn Wielki przekazał koszary w Lateranie papieżowi Milcjadesowi
- 314–318 – budowa pierwszej pięcionawowej bazyliki
- 324 – 9 listopada[2] – bazylika została poświęcona Jezusowi Chrystusowi przez papieża Sylwestra I
- 896 – budynek kościoła został uszkodzony podczas trzęsienia ziemi
- 904–911 odbudowa na zlecenie papieża Sergiusza III
- 1144 – kościół został poświęcony świętym Janowi Chrzcicielowi i Janowi Ewangeliście
- 1300 – papież Bonifacy VIII ogłosił w tym kościele po raz pierwszy jubileusz Roku Świętego
- 1308 – pożar uszkodził bazylikę
- 1309 – papież Klemens V przeniósł się do Awinionu w wyniku czego kościół nie jest odbudowywany po pożarze
- 1360 – kolejny pożar zniszczył bazylikę
- 1377 – papież Grzegorz XI przeniósł siedzibę papieży z powrotem do Rzymu. Ze względu na zniszczenie bazyliki przeniósł siedzibę na wzgórze Watykańskie.
- XV wiek – odbudowa bazyliki z zachowaniem pięcionawowego układu.
- 1586 – Domenico Fontana zbudował północną fasadę kościoła
- 1646 – Francesco Borromini nadał wnętrzu dzisiejszy wygląd
- 1733 – ukończenie fasady głównego wejścia według projektu Allesandra Galilei w stylu klasycznym
- lata 80. XIX wieku – powiększenie prezbiterium

## Architektura
Fasada głównego wejścia do bazyliki została zaprojektowana w XVIII wieku przez Alessandro Galilei w stylu klasycznym (ukończono ją w 1733). Układ pilastrów i półkolumn podkreśla pięcionawowe wnętrze bazyliki. Poniżej gzymsu widoczny jest napis: Omnium Ecclesiarum Urbis et Orbis Mater et Caput – Matka i Głowa Wszystkich Kościołów Miasta i Świata. Znaczy to, że świątynia ta jest katedrą papieży – biskupów Rzymu i zwierzchników całego Kościoła. Fasadę wieńczy piętnaście siedmiometrowych figur, przedstawiających doktorów Kościoła z rzeźbą Chrystusa ustawioną w centralnej części.
Wejście do bazyliki prowadzi z szerokiego narteksu. Środkowe drzwi zostały przeniesione z Kurii znajdującej się przy Forum Romanum. Drzwi po prawej stronie to Święta Brama. W przedsionku, po lewej stronie, znajduje się rzeźba przedstawiająca Konstantyna. Pochodzi ona z term jego imienia. We wnętrzu, na pierwszym filarze prawej nawy bocznej, zachowała się część fresku Giotta ukazującego Bonifacego VIII ogłaszającego Rok Święty. W niszach filarów umieszczono posągi 12 apostołów autorstwa uczniów Berniniego. Posadzka wzorowana na stylu szkoły Cosmatich (arte cosmatesca) została wykonana w latach 1417–1431. Sufit ozdobiony herbami trzech papieży jest dziełem Giacomo della Porta. Ołtarz główny osłania gotycki baldachim wykonany podczas pontyfikatu Urbana V w 1367. Pod ołtarzem znajduje się płyta nagrobna Marcina V. Nawę główną zamyka absyda, w której zwraca uwagę bogata mozaika wykonana w XIII wieku przez Jacopo Torriti i Jacopo da Camerino. Centralną część zajmuje Krzyż Święty, po stronie lewej Matka Boska i niewielka postać papieża Mikołaja IV, fundatora mozaiki.
W lewej części transeptu znajduje się późnorenesansowy ołtarz Najświętszego Sakramentu. Freski zdobiące ściany ilustrują historię bazyliki. Powstały na przełomie XV i XVI wieku. Boczne kaplice oraz nawy (zwłaszcza nawy skrajne) to miejsce spoczynku papieży i kardynałów. Po lewej stronie znajduje się wejście na dziedziniec klasztoru. Otaczają go średniowieczne krużganki wykonane przez kamieniarzy z rodziny Vassallettich zaliczanych do szkoły Cosmatich. Krużganki powstały w latach 1215–1232. Charakteryzują się delikatną rzeźbą kolumienek, często skręconych, zdobionych mozaiką lub złoceniami.

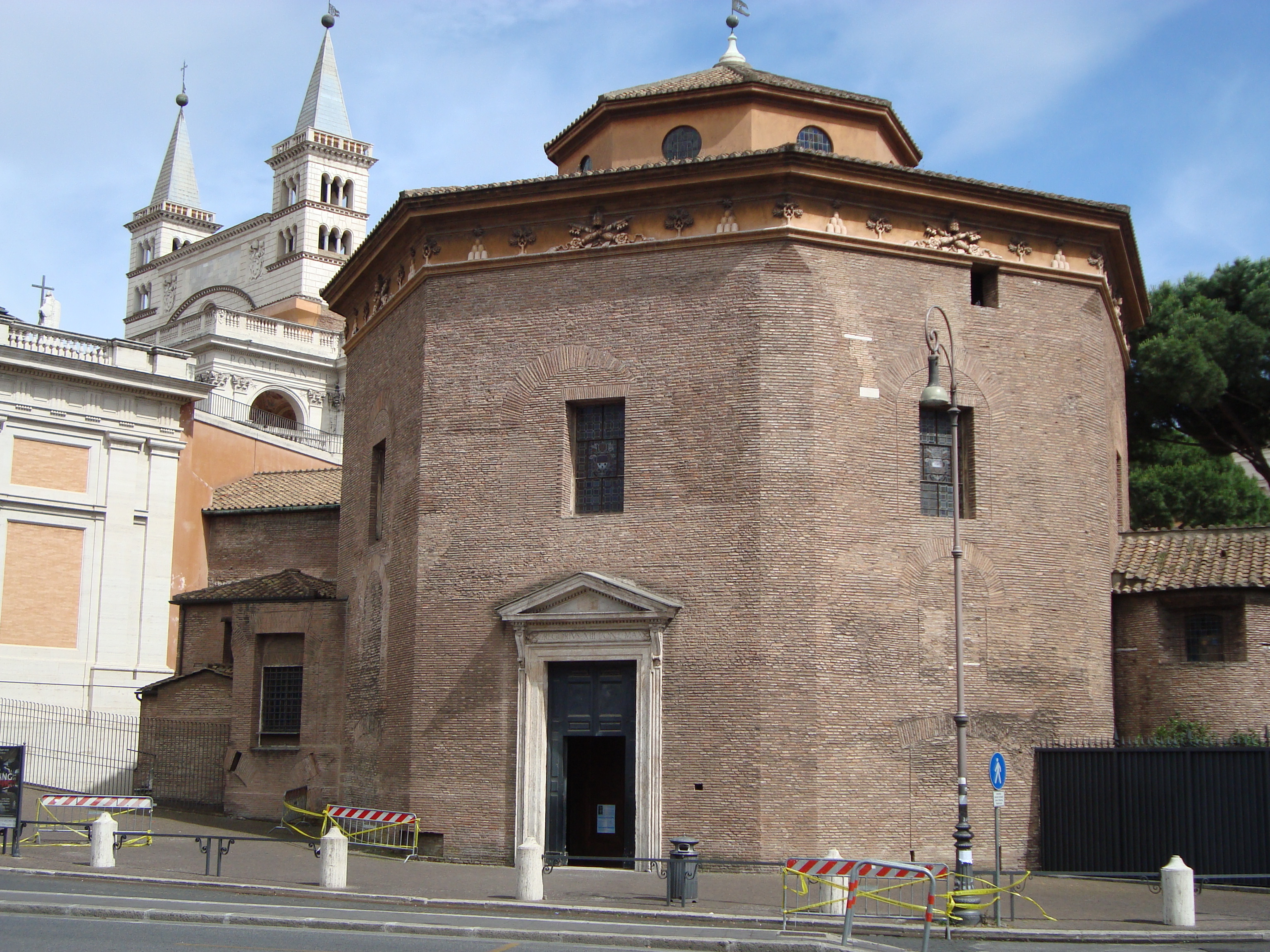
Lateran – baptysterium św. Jana

Transept jest połączony z baptysterium Świętego Jana u Źródła na Lateranie. Zostało zbudowane w latach 314–320 przez adaptację istniejących tu wcześniej term Domu Faustyny. Miało kształt rotundy z basenem pośrodku osłoniętym baldachimem. Obecną formę na planie ośmiokąta uzyskało podczas przebudowy w 440 r. kopułę wsparto na ośmiu porfirowych kolumnach a wokół basenu zbudowano obejście. Do zewnętrznej nawy dobudowano cztery kaplice. Pierwsza z prawej poświęcona jest św. Janowi Chrzcicielowi. Najprawdopodobniej drzwi prowadzące do tej kaplicy pochodzą z term Karakalli. Pierwsza z lewej strony to kaplica św. Jana Ewangelisty. Zdobią ją mozaiki z V wieku.
Do kościoła przylega budynek, w którym mieści się dawna kaplica papieska Sancta sanctorum, w której znajduje się obraz Chrystusa Acheiropoieton. Zgodnie z legendą malować go zaczął św. Łukasz a ukończyli aniołowie. Widoczny jest przez okratowane okienko, do którego prowadzą Święte Schody (łac. Scala Santa). Zostały przywiezione z Jerozolimy do Rzymu w 326 r. przez św. Helenę, matkę Konstantyna. Zgodnie z legendą pochodzą z pałacu Poncjusza Piłata i po nich wchodził Jezus Chrystus. Kaplica San Lorenzo, w której obecnie mieszczą się schody została zbudowana w XVI wieku na polecenie Sykstusa V. Obecnie pokryte są drewnianą okładziną i wolno nimi wchodzić tylko na kolanach. Obok znajdują się dwie inne klatki schodowe, z których można korzystać bez umartwiania się. Budynek znajduje się od strony Via Merulana.
Na placu San Giovanni in Laterano znajduje się najwyższy z 13 egipskich obelisków. Ma wysokość 31 m (z cokołem 47 m). Początkowo stał przy Circus Maximus. Papież Sykstus V polecił go przenieść w obecne miejsce.

## Archiprezbiterzy bazyliki laterańskiej

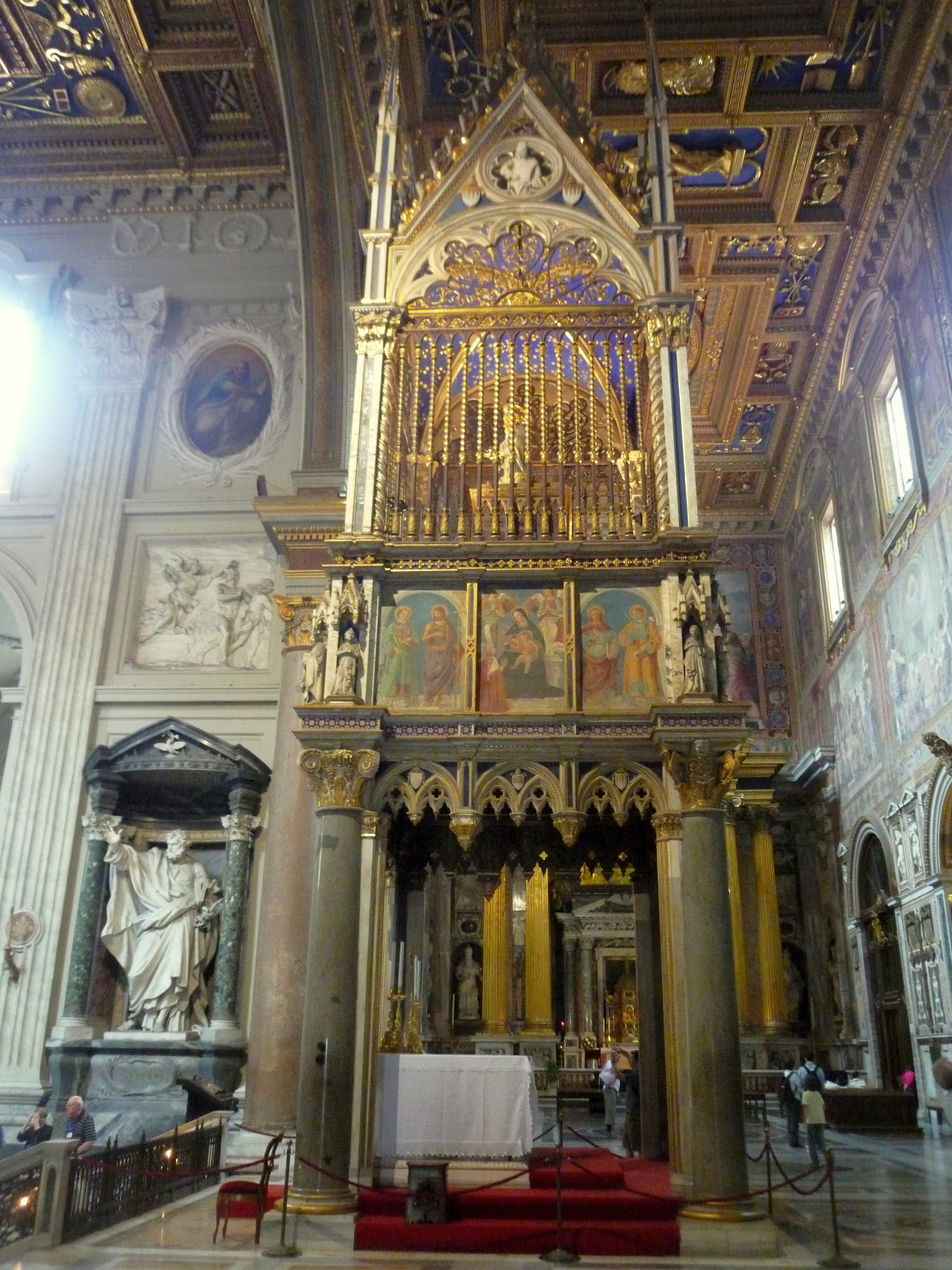
Gotyckie cyborium wewnątrz bazyliki

Urząd archiprezbitera bazyliki laterańskiej utworzył papież Bonifacy VIII w 1299. Jako pierwszy tę funkcję objął kardynał Gerardo Bianchi. Obecnie, tj. od 7 listopada 1970, jest ona połączona z funkcją wikariusza generalnego diecezji rzymskiej, a obecnie sprawuje ją kard. Baldassare Reina.
- Gerardo Bianchi (1299–1302)[4]
- Pietro Valeriano Duraguerra (1302)[5]
- Matteo Orsini Rosso (1302–1305)
- Pietro Colonna (1306–1326)[6]
- Bertrand de Montfavez (1327–1342)[7]
- Giovanni Colonna (1342–1348)[8]
- Pierre Roger de Beaufort (1348–1370)[9]
- Ange de Grimoard (1371–1388)[10]
- Pietro Tomacelli (1388?–1389)[11]
- Francesco Carbone (1389–1405)[12]
- Antonio Caetani (1405–1412)[13]
- Oddone Colonna (1412–1417)[14]
- Alamanno Adimari (1418–1422)[15]
- Guillaume Filastre (1422–1428)[16]
- Alfonso Carrillo de Albornoz (1428–1434)[17]
- Lucido Conti (1434–1437)[18]
- Angelotto Fosco (1437–1444)[19]
- Antão Martins de Chaves (1444–1447)[20]
- Domenico Capranica (1447–1458)[21]
- Prospero Colonna (1458–1463)[22]
- Latino Orsini (1463–1477)[23]
- Giuliano della Rovere (1477–1503)[24]
- Giovanni Colonna (1503–1508)[25]
- Alessandro Farnese (1508–1534)[26]
- Giovanni Domenico de Cupis (1534–1553)[27]
- Ranuccio Farnese (koadiutor 1547–1553, archiprezbiter 1553–1565)[28][29]
- Mark Sitticus von Hohenems (1565–1588)[30]
- Ascanio Colonna (1588–1608)[31]
- Scipione Caffarelli-Borghese (1608–1620)[32]
- Giambattista Leni (1620–1627)[33]
- Francesco Barberini (1627–1629)[34]
- Girolamo Colonna (1629–1666)[35]
- Flavio Chigi (1666–1693)[36]
- Paluzzo-Paluzzi Altieri degli Albertoni (1693–1698)[37]
- Fabrizio Spada (1698–1699)[38]
- Benedetto Pamphilj (1699–1730)[39]
- Pietro Ottoboni (1730–1740)[40]
- Neri Maria Corsini (1740–1770)[41]
- Mario Marefoschi Compagnoni (1771–1780)[42]
- Carlo Rezzonico (1781–1799)[43]
- Francesco Saverio de Zelada (1800–1801)[44]
- Leonardo Antonelli (1801–1811)[45]
- Giulio Maria della Somaglia (1814–1830)[46]
- Bartolomeo Pacca (1830–1844)[47]
- Benedetto Barberini (1844–1863)[48]
- Lodovico Altieri (1863–1867)[49]
- Costantino Patrizi Naro (1867–1876)[50]
- Flavio Chigi (1876–1885)[51]
- Raffaele Monaco La Valletta (1885–1896)[52]
- Francesco Satolli (1896–1910)[53]
- Pietro Respighi (1910–1913)[54]
- Domenico Ferrata (1913–1914)[55]
- Basilio Pompilj (1914–1931)[56]
- Francesco Marchetti Selvaggiani (1931–1951)[57]
- Benedetto Aloisi Masella (1951–1970)[58]
- Angelo Dell’Acqua (1970–1972)[59]
- Ugo Poletti (1973–1991)[60]
- Camillo Ruini (1991–2008)[61]
- Agostino Vallini (2008–2017)[62]
- Angelo De Donatis (2017–2024)[63]
- Baldassare Reina (od 2024)[64]

## Protokanonicy honorowi
W 1604 król Francji Henryk IV otrzymał tytuł: pierwszego i jedynego honorowego protokanonika bazyliki laterańskiej, w podzięce za ofiarowanie kapitule laterańskiej dobrze uposażonego opactwa benedyktyńskiego w Clairac. Ponadto kanonicy zobowiązali się do corocznego odprawiania mszy św. za Francję w dniu urodzin królewskich, czyli 13 grudnia. Z czasem taka msza św. – zwana Missa pro felici statu Nationis Galliae – weszła do stałego „kanonu” uroczystości celebrowanych w bazylice, i przetrwała do czasów nam współczesnych. Tytuł honorowego kanonika natomiast przysługiwał kolejnym monarchom francuskim. Godność po obaleniu monarchii, została odnowiona w 1957. Od tego czasu przyjmują ją kolejni prezydenci laickiej Francji (począwszy od René Coty), ale pod warunkiem, że przybywają osobiście do bazyliki i że uczestniczą w specjalnej ceremonii. Od tamtego czasu jedynie trzech prezydentów nie przybyło na Lateran, a wobec tego nie objęło tejże godności: Georges Pompidou, François Mitterrand i François Hollande (dwaj ostatni z powodów ideologicznych).